# 南亚稷
南亚稷（学名：Panicum walense）为禾本科黍属下的一个种。

## 扩展阅读
- 維基物種上的相關：南亚稷